# Proroblemma
Proroblemma là một chi bướm đêm thuộc họ Erebidae.

## Loài
- Proroblemma cupreispila Dyar, 1914
- Proroblemma philogonia Dyar, 1914
- Proroblemma polystriga Hampson, 1910
- Proroblemma porphyrea Dyar, 1914
- Proroblemma rosea Schaus, 1911
- Proroblemma stictopteris Butler, 1881
- Proroblemma testa Barnes & McDunnough, 1913